# 1971 Hagihara
Az 1971 Hagihara (ideiglenes jelöléssel 1955 RD1) a Naprendszer kisbolygóövében található aszteroida. Az Indianai Egyetem fedezte fel 1955. szeptember 14-én.